# Albert Prinzing
Albert Prinzing (* 17. Februar 1911 in Stuttgart; † 21. Juli 1993 oder 1994) war ein deutscher Volkswirt in der Zeit des Nationalsozialismus und ein Industriemanager in der Bundesrepublik Deutschland.

## Leben
Albert Prinzing war der Sohn des Baumeisters Carl Prinzing. Nach dem Besuch der Oberrealschule in Bad Cannstatt studierte er Staatswissenschaften und Volkswirtschaftslehre in München, Kiel, Rom und Heidelberg, wo er 1933 als Diplom-Volkswirt abschloss und 1934 promovierte.
Noch während seiner Studentenzeit trat er dem NS-Studentenbund bei. Zum 1. Mai 1934 trat er der NSDAP bei (Mitgliedsnummer 3.453.067). 1935 wurde er Mitglied des SD und der SS (Mitgliedsnummer 280.377), die ihn am 20. April 1941 zum Hauptsturmführer beförderte.
1938 habilitierte er in Heidelberg. Ab 1938 war er Dozent an der Auslandswissenschaftlichen Fakultät der Universität Berlin für „Volks- und Auslandskunde Italiens“. Ab 1940 übernahm er einen Lehrauftrag für Volks- und Weltwirtschaftslehre. Ab dem 7. August 1941 war er a.o. Professor und ab dem 1. Dezember 1942 ordentlicher Professor an der Auslandswissenschaftlichen Fakultät der Universität Berlin für „Volks- und Auslandskunde Italiens“. Seither trug Prinzing den Professorentitel, auf den er auch nach Kriegsende großen Wert legte. Prinzing verfasste mehrere landeskundliche Schriften zu Italien. An dem von der SS kontrollierten Institut für Weltwirtschaft in Hamburg leitete er zudem von 1941 bis 1943 die Wissenschaftsabteilung. Seit 1937 war er auch in der Dienststelle Ribbentrop tätig, für die er von Heidelberg aus in Zusammenarbeit mit Hans Maubach in der von Martin Luther geleiteten Partei-Verbindungsstelle für die Schweiz, Elsaß-Lothringen und Luxemburg zuständig war.
Im Oktober 1942 übernahm Prinzing die Herausgabe des Magazins „Italien. Monatsschrift der deutsch-italienischen Gesellschaft“. Er löste Werner von der Schulenburg ab, der als nicht linientreu galt. Prinzing leitete das Blatt bis zu dessen Ende im Juni 1943.
1942 wurde Prinzing Italien-Referent in der Informationsabteilung des Auswärtigen Amts in Berlin. Im März 1943 wurde Prinzing im Dienste des Auswärtigen Amtes Generalbevollmächtigter für die deutschen Kulturinstitute in Italien (er sollte sie auf NS-Kurs ausrichten) und war dort außerdem Verbindungsmann des AA zur Partito Fascista Repubblicano (PFR), der Nachfolgepartei der Partito Nazionale Fascista. Mitte Februar 1944 übernahm er in Venedig als Direktor das neueingerichtete Deutsche Wissenschaftliche Institut (L’Istituto di Cultura Germanico a Venezia dell’Abbazia di San Gregorio ist ein Vorläufer für das Deutsche Studienzentrum in Venedig), hatte aber vor allem weiterhin Sonderaufgaben in der diplomatischen Betreuung der Führung der Italienischen Sozialrepublik unter Benito Mussolini wahrzunehmen.
Von Mai 1945 bis Mai 1948 war Prinzing in alliierter Internierungshaft. Am 11. Mai 1948 wurde er von der Spruchkammer des Internierungslagers Ludwigsburg als Minderbelasteter eingestuft.

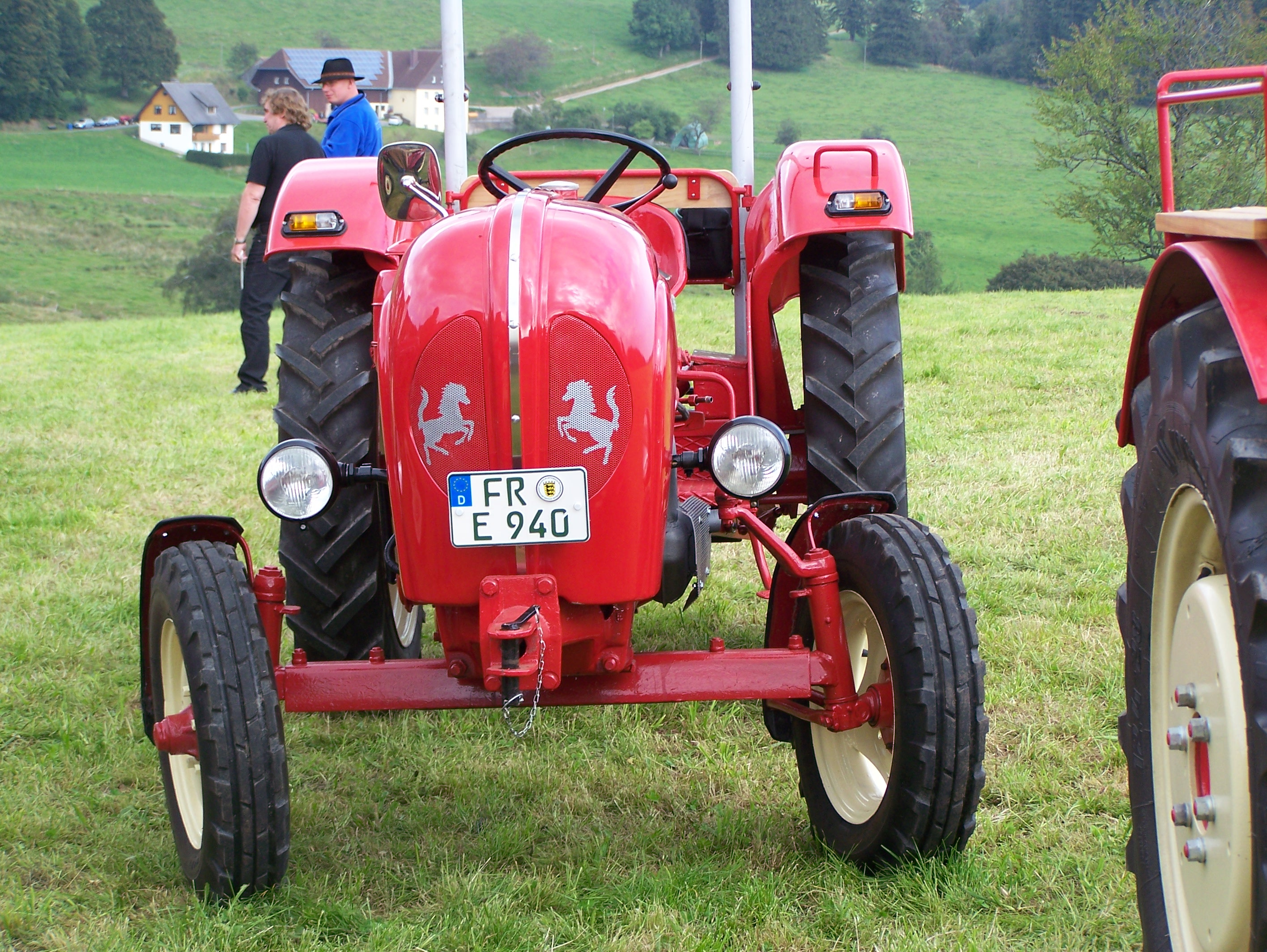
Prinzing war Geschäftsführer der Porsche-Traktorenfabrikation (1956–1963)

Prinzing wurde 1949 bei seinem Schulfreund Ferry Porsche kaufmännischer Geschäftsführer und 25 Prozent Mitgesellschafter der neuen „Porsche Konstruktionen GmbH“. Die Gesellschaft wurde als eine fast vermögenslose Hülle gegründet, um etwaigen Regress- und Schadensansprüchen entgehen zu können. Im Juli 1952 wurde das Unternehmen wieder liquidiert. 1956 nahm Porsche den Traktorenbau mit der Porsche-Diesel Motorenbau GmbH Friedrichshafen wieder auf und Prinzing wurde dort Geschäftsführer. Als Porsche 1963 die Sparte an Renault verkaufte, ging Prinzing als Verkaufsvorstand zur AEG und wurde 1968 schließlich noch Geschäftsführer bei der AEG-Beteiligung Osram GmbH in München, wo ihm 1975 Helmut Plettner folgte.
Prinzing war seit 1936 mit Klara Hetzel verheiratet, sie hatten zwei Töchter, Barbara und Monika.

## Schriften
- England und Italien im Mittelmeer. Junker u. Dünnhaupt, Berlin 1940.
- Der politische Gehalt internationaler Kartelle. Verl. f. Wirtschaft u. Verkehr, Stuttgart 1938.
- Wirtschaftslenkung. Junker u. Dünnhaupt, Berlin 1937.
- Die Lenkung der australischen Wirtschaft. Junker u. Dünnhaupt, Berlin 1936.